# Тадеуш Бужинський
Тадеуш Бужинський (близько 1730 — 1773, Флоренція) — державний діяч Речі Посполитої, дипломат. Комендант смоленський (1763 — 1770), воєвода мінський (1770 — 1773). У 1769 — 1771 посол Речі Посполитої y Голландії та Англії. 

## Біографія
Представник шляхетського роду Бужинських герба «Тривдар», який осів у Браславському повіті . Син коменданта смоленського і інстигатора великого литовського Станіслава Антонія Бужинського (1701 — 1775). 
Навчався у Варшавському єзуїтському колегіумі. У 1760 році Тадеуш Бужинський був обраний послом на сейм, потім отримав Красносільське староство і чин ротмістра литовської армії. У 1763 році був призначений комендантом смоленським, а у 1770 році отримав посаду воєводи мінського. У 1764 — 1766 роках був членом Комісії казенних Великого князівства литовського, y 1766 ватажок Трибуналу ВКЛ. 
Був прихильником Чорторийських. У 1764 році став членом конфедерації Великого Князівства Литовського. 23 жовтня 1767 року увійшов до складу сейму делегації, яка змушена під тиском російського посланця Миколи Рєпніна підтвердити колишній устрій Речі Посполитої. 
У 1769 — 1773 роках — посол Польщі в Лондоні. Посольству постійно не вистачало грошей, за допомогою яких можна було б найняти помічників і секретарів, що зробило би дипломатичну місію більш ефективною. Восени 1770 року у зв'язку з погіршенням здоров'я попросив польського короля і великого князя литовського Станіслава Августа Понятовського залишити Лондон. Отримавши дозвіл, 18 грудня 1770 виїхав до Брюсселя, а звідти в Італію. 
Коли Тадеуш Бужинський помер у 1773 році у Флоренції, посольську місію в Лондоні взяв на себе його заступник і повірений у справах Франтішек Букатий, який вивчив англійську мову . 
У 1750 році одружився з Юзефою Броель-Плятер (пом. близько 1778). У 1765 видав підготовлені батьком найважливіші постанови сеймів Польщі та Речі Посполитої. 
Кавалер російського ордена Святого Олександра Невського (1764), а також орденів Святого Станіслава (1765) і Білого орла (1769).